# Jean Cayrol
Jean Raphaël Marie Noël Cayrol (* 6. Juni 1911 in Bordeaux, Frankreich; † 10. Februar 2005 ebenda) war ein französischer Schriftsteller, der als Mitglied der Résistance in ein deutsches Konzentrationslager deportiert wurde. Seine Lyrik und Prosa wurde mehrfach ausgezeichnet.

## Leben und Werk
Der Sohn eines Arztes studierte in Bordeaux Jura und Literaturwissenschaft. Von 1936 bis 1942 war er als Bibliothekar in der Handelskammer seiner Geburtsstadt tätig. In dieser Zeit trat er vor allem mit Lyrik in Erscheinung.
Mit dem Ausbruch des Zweiten Weltkrieges wurde er Mitarbeiter des Französischen Geheimdienstes, was er ab 1941 in der Résistance fortsetzt. 1942 gefangen genommen, wurde Cayrol ins KZ Mauthausen-Gusen deportiert, wo er ab 1943 im Zwillingslager Gusen I Zwangsarbeit im Steinbruch, beim Straßenbau und bei der Schienenverlegung zu verrichten hatte. Cayrol war zum Tode verurteilt, aber begnadigt worden. Später arbeitete er im Kommando Georgenmühle in Gusen, wo er für die Steyr-Daimler-Puch AG an Bauteilen für Gewehre arbeiten musste. Cayrol schrieb dort eine Anzahl von Gedichten, die er 1997 in seinem Buch Alerte aux ombres 1944-1945 veröffentlichte. Weiter verfasste er gemeinsam mit Remy Gillis den Chant d´Espoir des Bagnards de Mauthausen. In Poèmes de la nuit et du brouillard schließlich – auf Deutsch unter dem Titel Nacht und Nebel erschienen (übersetzt von Paul Celan) – verarbeitete er sowohl seine Zeit in der Résistance wie im KZ. Auf ihrer Grundlage drehte Alain Resnais 1955 einen vielbeachteten Dokumentarfilm.
Nach dem Zweiten Weltkrieg veröffentlichte Cayrol noch zahlreiche Gedichtbände und Romane. Für den Roman Je vivrai l'amour des autres erhielt er 1947 den Prix Renaudot; für sein Gesamtwerk 1968 den Grand Prix littéraire de Monaco, 1969 den Prix international du Souvenir. Als Berater der Éditions du Seuil entdeckte und förderte er außerdem andere Autoren wie Philippe Sollers oder Denis Roche. Von 1973 bis 1995 war er Mitglied der renommierten Académie Goncourt.
Als Romancier machte es Cayrol seinen Lesern nicht einfach. Für Jürgen Engler trägt er in „stark gleichnishaftem Stil“ „religiös akzentuierte Seelenkämpfe“ aus; seine „Helden“ seien von gesellschaftlichen, beruflichen und materiellen Sorgen unbeschwerte „verabsolutierte moralische Prinzipien“. Mit seinen letzten Werken tendiere er zum „philosophischen Märchen“. Für Kindlers Neues Literatur Lexikon kreiste Cayrols Prosa um die Empfindung des Fremdseins und die Unmöglichkeit der Bindung zu anderen Menschen; es betonte ihre Selbstbezüglichkeit und bescheinigte ihr einen „ausgesprochen lyrischen“ Zug „ins traumhaft Groteske“. Der Spiegel findet in Cayrols Roman Im Bereich der Nacht (1954) sowohl „poetische Schönheiten“ als auch „verschwimmende Konturen“. Christin Zenker meint aus Anlass der Neuauflage dieses Buches 2011, die Lektüre sei sicherlich anstrengend, gleichwohl lohnend.

## Werke

### Lyrik
- Le Hollandais volant, Marseille 1936
- Les Phénomènes célestes, Marseille 1939
- Le Dernier Homme, Brüssel 1940
- Miroir de la rédemption, 1943
- Poèmes de la nuit et du brouillard, 1945
- Passe-temps de l'homme et des oiseaux, 1947
- Les Mots aussi sont des demeures, 1952
- Poésie-journal I, 1969
- Poèmes Clefs, 1985
- Œuvre poétique, Anthologie, 1988
- De vive voix, Paris 1991
- D'une voix céleste, Paris 1894
- Alerte aux ombres 1944-1945, Paris 1997. Deutsche Übersetzung: Schattenalarm. Februar 1944. Aus dem Französischen von Elisabeth Edl und Wolfgang Matz. In: Akzente 6/1997, S. 487–501.

### Prosa
- Ce n'est pas la mer, Paris 1935
- Chant d´Espoir, Brüssel 1944 (gemeinsam mit Remy Gillis)
- Je vivrai l'amour des autres, Roman, Neuchâtel 1947 (zwei Bände)
- La Noire, Erzählung, 1948
- La Couronne du chrétien ou La Folle Journée, Neuchâtel 1949
- Lazare parmi nous, Essay, Neuchâtel 1950, deutsch Lazarus unter uns, Stuttgart 1959
- Les Mille et une nuits du chrétien, Paris 1952
- L'Espace d'une nuit. Roman, Neuchâtel 1954,

deutsch: Im Bereich einer Nacht. Übersetzt von Paul Celan, Hardcover Walter Verlag, Freiburg 1961, Taschenbuchausgabe dtv München 1965, Hardcover, Böttcher Düsseldorf 1986, Taschenbuchausgabe, Fischer Ffm 1990,
Neuauflage mit einem Nachwort von Ursula Hennigfeld, Schöffling & Co, Frankfurt am Main 2011, ISBN 978-3-89561-165-0.
- Manessier, Paris 1955
- Le Déménagement. Paris 1956.

Deutsche Übersetzung Guido G. Meister: Der Umzug. Walter, Freiburg 1958. Weitere Auflagen Deutsche Buchgemeinschaft, Ffm 1962, Berlin-Ost, Volk und Welt.
- La Gaffe. Roman, Paris 1957.

Ein Versehen. Deutsche Übersetzung Guido G. Meister, mit einem Nachwort von Gerda Zeltner-Neukomm, Walter Freiburg 1963.
- Les Corps étrangers. Roman, Paris 1959.

Als Deutsche Übersetzung von Guido G. Meister unter dem Titel Der Fremdkörper. Walter, Freiburg 1959, Deutscher Bücherbund Stuttgart 1962 und Büchergilde Gutenberg Frankfurt a.M 1962. Als Taschenbuch Fischer, Frankfurt a. M. 1969.
- Le Froid du soleil, Roman, Paris 1963.

Die kalte Sonne. Übersetzung von Guido G. Meister, Walter, Freiburg 1965.
- Le Droit de regard, Paris 1963 (gemeinsam mit Claude Durand)
- Midi minuit. Roman, Paris 1966, deutsch Mittag Mitternacht. Übersetzung + mit einem Nachwort versehen: Guido G. Meister, WalterVerlag, Freiburg 1968, Taschenbuchausgabe Ullstein,  Ffm 1981, ISBN 3-548-30116-9.
- De l'espace humain, Paris 1968
- Je l'entends encore, Roman, Paris 1968
- Histoire d'une prairie, Paris 1969
- Histoire d'un désert, Paris 1972
- Histoire de la mer, Paris 1973
- Lectures. Essay, Paris 1973.
- Kakemono hôtel. Roman, Paris 1974 (verfilmt 1978)
- Histoire de la forêt. Paris 1975.
- Histoire d'une maison. Roman, Paris 1976
- Les Enfants pillards. Paris 1978.
- Histoire du ciel. Paris 1979.
- Exposés au soleil. Paris 1980.
- L'Homme dans le rétroviseur. Roman, Paris 1981.
- Un mot d'auteur. Paris 1983.
- Qui suis-je ? und Une mémoire toute fraîche. Paris 1984.
- Les Châtaignes. Paris 1986.
- Des nuits plus blanches que nature. Paris 1987.
- À pleine voix. Paris 1992.

### Drehbücher/Filme
- Nuit et brouillard, Dokumentarfilm von Alain Resnais, Musik Hanns Eisler, 30 Minuten, 1955, deutscher Titel Nacht und Nebel
- Madame se meurt, Kurzfilm von Cayrol selbst, 1961
- Muriel, ou le Temps d'un retour, Spielfilm von Alain Resnais, 1963, deutscher Titel Muriel oder Die Zeit der Wiederkehr (ein Buch dazu erschien in Freiburg im Breisgau 1965)
- Le Coup de grâce, Spielfilm von Cayrol, 1964, mit Danielle Darrieux und Michel Piccoli, deutscher Titel Ein Augenblick der Gnade
- Ne pas déranger, Fernsehfilm von Cayrol, 1975